# Brice Jones
Brice Jones (Fort Smith (Arkansas), 9 januari 1979) is een Amerikaans voormalig wielrenner.

## Overwinningen
2000
- Amerikaans kampioen op de weg, Beloften

2002
- Dinuba
- 2e etappe Ronde van Kansas City

2003
- Dade City
- 1e en 2e etappe Tri-Peaks Challenge Arkansas
- 1e etappe en eindklassement Ronde van Kansas City

2004
- Orlando
- 4e etappe Joe Martin Stage Race
- Athens
- 1e etappe Mercy Celebrity Classic

2005
- 14e etappe International Cycling Classic

2006
- 2e etappe Jacksonville Cycling Classic

2007
- Salt Creek
- 4e etappe Tour of the Gila
- 2e etappe Tri-Peaks Challenge Arkansas